# Estat confessional

Estats confessionals:
Budisme Theravāda or Budisme Vajrayāna
Islam
Xiisme
Sunnisme
Cristianisme ortodox
Protestantisme i Anglicanisme
Catolicisme romà

L'Estat confessional és aquell que declara una religió concreta com a oficial, amb diversos graus de penetració en la vida pública (el màxim seria la teocràcia). El govern sosté econòmicament determinats aspectes del culte religiós, promou la seva difusió o ensenyament i aprova lleis destinades a la seva conservació. En determinats casos pot arribar a prohibir la pràctica d'altres creences o a perseguir-la tàcitament. La pràctica de lligar religió i poder polític data de l'antiguitat, amb els faraons egipcis i els seus déus predilectes i continua present en alguns països. El procés de separar la religió de l'Estat es denomina secularització, i pot esdevenir en un estat no confessional (pot haver-hi una religió dominant malgrat no estar reconeguda) o un estat laic (amb la màxima separació).

## Estats confessionals actuals
En aquest llistat s'inclouen els Estats que tenen una religió considerada com a oficial a la seva constitució. Israel es defineix com un estat jueu, però donada la polisèmia del terme no es pot assegurar que sigui un estat confessional.

### Cristianisme
- Anglaterra
- Ciutat del Vaticà (Teocràcia)
- Costa Rica
- Dinamarca
- Grècia
- Islàndia
- Liechtenstein
- Malta
- Noruega

### Islam
- Afganistan
- Algèria
- Aràbia Saudita
- Bangladesh
- Brunei
- Comores
- Egipte
- Emirats Àrabs Units
- Iemen
- Iran (Teocràcia)
- Iraq
- Jordània
- Kuwait
- Líbia
- Malàisia
- Maldives
- Mauritània
- Marroc
- Oman
- Pakistan
- Qatar
- Somàlia
- Tunísia

### Budisme
- Bhutan
- Cambodja
- Sri Lanka
- Tailàndia